# أنتوني جوميز
أنتوني جوميز (بالإنجليزية: Anthony Gomez) هو ملاكم كيك بوكسينغ أمريكي، ولد في 1982 في شيكاغو في الولايات المتحدة.

## وصلات خارجية
- أنتوني جوميز على موقع شيردوغ (الإنجليزية)
- أنتوني جوميز على موقع IMDb (الإنجليزية)